# Navalny (film)
Pour plus de détails, voir Fiche technique et Distribution.
Navalny est un film documentaire de 2022 réalisé par Daniel Roher,. Le film tourne autour d'Alexeï Navalny, le chef de l'opposition russe, et des événements liés à son empoisonnement. Il est produit par HBO Max et CNN Films. La première diffusion du film s'est déroulée le 25 janvier 2022 au Festival du film de Sundance, où il est acclamé par la critique et le public et remporte le prix du public dans la compétition documentaire américaine et le prix du film favori du festival. Il reçoit une nomination pour le meilleur long métrage documentaire à la 95e cérémonie des Oscars et remporte le prix du meilleur documentaire politique aux 7e Critics Choice Documentary Awards.

## Synopsis
Le film raconte les événements liés à l'empoisonnement d'Alexeï Navalny, le chef de l'opposition russe, et l'enquête qui suit. Le 20 août 2020, Navalny est empoisonné avec l'agent neurotoxique Novitchok, tombant malade lors d'un vol de Tomsk à Moscou. Il est hospitalisé dans un état grave à l'hôpital d'Omsk après un atterrissage d'urgence, on le place alors dans le coma. Deux jours plus tard, on l'évacue vers l'Hôpital universitaire de la Charité de Berlin, en Allemagne. Cinq laboratoires de l'Organisation pour l'interdiction des armes chimiques (OIAC) confirment l'utilisation de l'agent neurotoxique. Navalny blâme le président russe Vladimir Poutine pour son empoisonnement, tandis que le Kremlin nie toute implication,.
Le film montre comment Christo Grozev, journaliste de Bellingcat, et Maria Pevchikh, enquêtrice en chef de la Fondation anti-corruption de Navalny, révèlent les détails d'un complot qui indique l'implication de Poutine.
Le réalisateur décrit le film comme l'histoire d'un homme et sa lutte contre un régime autoritaire,.

## Production
Le documentariste canadien Daniel Roher réalise le film alors qu'il prévoyait de faire un film sur l'une des enquêtes de Christo Grozev. Le tournage commence peu de temps après que Navalny sorte du coma et se poursuit jusqu'à son arrestation en janvier 2021 : selon le personnage principal du film, l'équipe de tournage était à ses côtés même au contrôle des frontières à l'aéroport.
HBO Max et CNN Films le produisent en partenariat avec Fishbowl Films, RaeFilm Studios et Cottage M. Le projet est produit par Diane Becker et Melanie Miller de Fishbowl Films, Shane Boris de Cottage M, RaeFilm Studios Odessa Rae, Amy Entelis de CNN Films. et Courtney Sexton et Maria Pevchikh.

## Sortie
Le film est présenté en avant-première le 25 janvier 2022 au Festival du film de Sundance en tant que titre final de la catégorie Compétition documentaire américaine. Il remporte le prix du public ainsi que le prix du film favori du festival. En mars 2022, Warner Bros. Pictures obtient les droits de distribution américains du film et fixe la sortie au 11 avril et 12 avril 2022.
Le film est diffusé dès le 24 avril 2022 sur CNN aux États-Unis, ainsi que sur la plateforme de streaming CNN+,. Il commence à être diffusé sur HBO Max le 26 mai 2022.
Il est diffusé sur BBC2 le 25 mars 2022.

## Réception
Phil Harrisson, critique pour The Guardian, lui attribue 5 étoiles sur 5 en le qualifiant de « ... l'une des choses les plus époustouflantes que vous aurez jamais vues », et ajoute « ce documentaire terrifiant entre dans le domaine du thriller d'espionnage farfelu - et pourtant c'est tout vrai ». Ben Kenigsberg, critique de cinéma du New York Times, le décrit en disant « Roher a rassemblé un regard tendu et absorbant sur Navalny et son entourage ».
En mars 2023, le film obtient l'oscar du meilleur documentaire,.

### Distinctions
| Décerner                                                               | Date de cérémonie | Catégorie                                                         | Destinataire(s)                                                       | Résultat   |
| ---------------------------------------------------------------------- | ----------------- | ----------------------------------------------------------------- | --------------------------------------------------------------------- | ---------- |
| Festival du film de Sundance                                           | 30 janvier 2022   | Prix du Public : Documentaire américain                           | Navalny                                                               | Obtenu     |
| Festival du film de Sundance                                           | 30 janvier 2022   | Prix du coup de cœur du festival                                  | Navalny                                                               | Obtenu     |
| Prix du documentaire Critics 'Choice                                   | 13 novembre 2022  | Meilleur long métrage documentaire                                | Navalny                                                               | Nommé ,    |
| Prix du documentaire Critics 'Choice                                   | 13 novembre 2022  | Meilleur documentaire politique                                   | Navalny                                                               | Obtenu ,   |
| Prix du documentaire Critics 'Choice                                   | 13 novembre 2022  | Meilleur réalisateur                                              | Daniel Roher                                                          | Nommé ,    |
| Prix du documentaire Critics 'Choice                                   | 13 novembre 2022  | Meilleur score                                                    | Marius de Vries et Matt Robertson                                     | Nommé ,    |
| Prix du documentaire Critics 'Choice                                   | 13 novembre 2022  | Meilleur montage                                                  | Langdon Page et Maya Daisy Hawke                                      | Nommé ,    |
| Société des critiques de cinéma de San Diego                           | 6 janvier 2023    | Meilleur documentaire                                             | Navalny                                                               | Nommé      |
| Cercle des critiques de films de la région de la baie de San Francisco | 9 janvier 2023    | Meilleur long métrage documentaire                                | Navalny                                                               | Nommé      |
| Cinéma Eye Honors                                                      | 12 janvier 2023   | Deature exceptionnelle de non-fiction                             | Daniel Roher, Odessa Rae, Diane Becker, Melanie Miller et Shane Boris | Nommé ,    |
| Cinéma Eye Honors                                                      | 12 janvier 2023   | Production exceptionnelle                                         | Odessa Rae, Diane Becker, Melanie Miller et Shane Boris               | Obtenu ,   |
| Cinéma Eye Honors                                                      | 12 janvier 2023   | Prix du public                                                    | Navalny                                                               | Obtenu ,   |
| Cinéma Eye Honors                                                      | 12 janvier 2023   | Les Inoubliables                                                  | Alexeï Navalny                                                        | Obtenu ,   |
| Association des critiques de cinéma de Géorgie                         | 13 janvier 2023   | Meilleur film documentaire                                        | Navalny                                                               | Nommé      |
| Société des critiques de cinéma de Seattle                             | 17 janvier 2023   | Meilleur long métrage documentaire                                | Navalny                                                               | Nommé      |
| Société des critiques de cinéma de Houston                             | 18 février 2023   | Meilleur long métrage documentaire                                | Navalny                                                               | Nommé      |
| Récompenses de la Guilde des réalisateurs d'Amérique                   | 18 février 2023   | Réalisation exceptionnelle de réalisateurs dans des documentaires | Daniel Roher                                                          | Nommé      |
| Prix du film de l'Académie britannique                                 | 19 février 2023   | Meilleur documentaire                                             | Daniel Roher, Diane Becker, Shane Boris, Melanie Miller, Odessa Rae   | Obtenu     |
| Prix du cinéma pour la paix                                            | 24 février 2023   | Prix de la justice                                                | Navalny                                                               | Obtenu     |
| Prix de la Guilde des producteurs d'Amérique                           | 25 février 2023   | Producteur exceptionnel de films documentaires théâtraux          | Navalny                                                               | En attente |
| Oscars                                                                 | 12 mars 2023      | Meilleur long métrage documentaire                                | Navalny                                                               | Obtenu,    |